# Општина Заподени (Васлуј)
Заподени (рум. Zăpodeni) општина је у Румунији у округу Васлуј.
Oпштина се налази на надморској висини од 180 m.